# Duitsland op het Europees kampioenschap voetbal 2024
Duitsland nam als gastland deel aan het Europees kampioenschap voetbal 2024. Het was de veertiende deelname van het land en de veertiende opeenvolgende. Julian Nagelsmann is de bondscoach. Duitsland werd in de kwartfinales uitgeschakeld met een 2–1 nederlaag na een verlenging tegen Spanje.

## Voorbereiding
Duitsland plaatste zich als gastland automatisch voor de eindronde. Daardoor nam het geen deel aan de kwalificatie en speelde het in plaats daarvan oefenwedstrijden. Na vijf opeenvolgende wedstrijden zonder overwinning werd Hansi Flick in september 2023 ontslagen als bondscoach en vervangen door Julian Nagelsmann. De voorlopige selectie begon de officiële voorbereiding in Blankenhain op 26 mei, met ook onder 21-internationals Rocco Reitz en Brajan Gruda.
| Datum             | Thuisteam        | Score | Uitteam   | Stadion                                     |
| ----------------- | ---------------- | ----- | --------- | ------------------------------------------- |
| 25 maart 2023     | Duitsland        | 2 – 0 | Peru      | Mewa Arena                                  |
| 28 maart 2023     | Duitsland        | 2 – 3 | België    | RheinEnergieStadion                         |
| 12 juni 2023      | Duitsland        | 3 – 3 | Oekraïne  | Weserstadion                                |
| 16 juni 2023      | Polen            | 1 – 0 | Duitsland | Polsat Plus Arena Gdańsk                    |
| 20 juni 2023      | Duitsland        | 0 – 2 | Colombia  | Veltins-Arena                               |
| 9 september 2023  | Duitsland        | 1 – 4 | Japan     | Volkswagen-Arena                            |
| 12 september 2023 | Duitsland        | 2 – 1 | Frankrijk | Signal Iduna Park                           |
| 14 oktober 2023   | Verenigde Staten | 1 – 3 | Duitsland | Pratt & Whitney Stadium at Rentschler Field |
| 18 oktober 2023   | Mexico           | 2 – 2 | Duitsland | Lincoln Financial Field                     |
| 18 november 2023  | Duitsland        | 2 – 3 | Turkije   | Olympiastadion                              |
| 21 november 2023  | Oostenrijk       | 2 – 0 | Duitsland | Ernst Happelstadion                         |

|                                                |           |         |                      |                                                                                                  |
| 23 maart 2024 «onderlinge duels» 21:00 (UTC+1) | Frankrijk | 0 – 2   | Duitsland            | Parc Olympique Lyonnais, Décines-Charpieu Toeschouwers: 56.000 Scheidsrechter: Jesús Gil Manzano |
| 23 maart 2024 «onderlinge duels» 21:00 (UTC+1) |           | Verslag | 1' Wirtz 49' Havertz | Parc Olympique Lyonnais, Décines-Charpieu Toeschouwers: 56.000 Scheidsrechter: Jesús Gil Manzano |

|                                                |                              |         |            |                                                                                        |
| 26 maart 2024 «onderlinge duels» 20:45 (UTC+1) | Duitsland                    | 2 – 1   | Nederland  | Deutsche Bank Park, Frankfurt am Main Toeschouwers: 48.390 Scheidsrechter: Espen Eskås |
| 26 maart 2024 «onderlinge duels» 20:45 (UTC+1) | Mittelstädt 11' Füllkrug 85' | Verslag | 4' Veerman | Deutsche Bank Park, Frankfurt am Main Toeschouwers: 48.390 Scheidsrechter: Espen Eskås |

|                                              |           |       |          |                                                                                     |
| 3 juni 2024 «onderlinge duels» 20:45 (UTC+2) | Duitsland | 0 – 0 | Oekraïne | Max-Morlock-Stadion, Neurenberg Toeschouwers: 42.789 Scheidsrechter: Walter Altmann |
| 3 juni 2024 «onderlinge duels» 20:45 (UTC+2) | Verslag   |       |          | Max-Morlock-Stadion, Neurenberg Toeschouwers: 42.789 Scheidsrechter: Walter Altmann |

|                                              |                      |         |              |                                                                                          |
| 7 juni 2024 «onderlinge duels» 20:45 (UTC+1) | Duitsland            | 2 – 1   | Griekenland  | Borussia-Park, Mönchengladbach Toeschouwers: 45.488 Scheidsrechter: José Munuera Montero |
| 7 juni 2024 «onderlinge duels» 20:45 (UTC+1) | Havertz 55' Groß 89' | Verslag | 33' Masouras | Borussia-Park, Mönchengladbach Toeschouwers: 45.488 Scheidsrechter: José Munuera Montero |

## Eindronde
Duitsland werd op 2 december 2023 ingedeeld ingedeeld in groep A met Schotland, Hongarije en Zwitserland. Duitsland verbleef tijdens het toernooi in het Adidas Campus in Herzogenaurach. Voorafgaand aan het toernooi maakte Toni Kroos bekend na het toernooi te stoppen als profvoetballer.
In de openingswedstrijd tegen Schotland in München kwam Duitsland binnen twintig minuten op een 2–0 voorsprong via Florian Wirtz en Jamal Musiala, die daarmee Duitslands jongste doelpuntenmakers op het EK werden. Vlak voor de rust kwam Schotland met tien man te staan door een rode kaart voor Ryan Porteous en benutte Kai Havertz een strafschop. In de tweede helft scoorde Niclas Füllkrug als invaller. Schotland deed vervolgens wat terug via een eigen doelpunt van Antonio Rüdiger, maar in de blessuretijd maakte invaller Emre Can de 5–1, wat Duitsland zijn grootste overwinning ooit op een EK opleverde.
Duitsland speelde op 19 juni 2024 in Stuttgart tegen Hongarije zijn tweede wedstrijd. Duitsland kwam halverwege de eerste helft op een voorsprong toen doelman Péter Gulácsi zijn doel had verlaten en Musiala op aangeven van aanvoerder İlkay Gündoğan en via Attila Fiola binnenschoot. Verder in de eerste helft werd een vrije trap van de Hongaarse aanvoerder Dominik Szoboszlai gered door Manuel Neuer en vond Roland Sallai het net, maar werd zijn doelpunt afgekeurd door de grensrechter wegens buitenspel. In de 67ste minuut verdubbelde Gündoğan de score na terugleggen van Maximilian Mittelstädt. In de slotfase haalde Joshua Kimmich een bal van de doellijn. Duitsland won de wedstrijd met 2–0, waardoor het zich plaatste voor de knock-outfase.
Duitsland speelde op 23 juni 2024 zijn laatste groepswedstrijd, tegen Zwitserland in Frankfurt am Main om de groepswinst. In de zeventiende minuut scoorde Robert Andrich, maar zijn doelpunt werd door de videoscheidsrechter afgekeurd wegens een overtreding van Musiala op Michel Aebischer. In de 28ste minuut maakte Dan Ndoye voor de Zwitsers wel een geldig doelpunt, op aangeven van Remo Freuler. Ndoye schoot vlak na zijn doelpunt voorlangs het Duitse doel. In de tweede helft schoot Musiala in de handen van Yann Sommer, Kroos naast en David Raum over. In de slotfase schoot invaller Leroy Sané naast, werd een doelpunt van Ruben Vargas door de grensrechter afgekeurd wegens buitenspel en kopte Havertz over bij een hoekschop. In de blessuretijd kopte invaller Füllkrug een voorzet van Raum binnen. Het 1–1 gelijke spel was voor Duitsland genoeg voor de groepswinst.
Duitsland speelde op 29 juni 2024 in de achtste finales in Dortmund tegen Denemarken, dat als tweede was geëindigd in groep C. Jonathan Tah was geschorst door gele kaarten in de wedstrijden tegen Schotland en Zwitserland. Zijn vervanger Nico Schlotterbeck dacht in de vierde minuut de score te openen, maar zijn doelpunt werd afgekeurd door scheidsrechter Michael Oliver, omdat Gündoğan de Deense doelman Kasper Schmeichel afschermde. Vervolgens redde Schmeichel een schot van Kimmich en schoot Joakim Mæhle naast namens de Denen. Na 34 minuten werd het duel voor 24 stilgelegd wegens een onweersbui. Na de hervatting kopte Havertz de bal op Schmeichel en kopte Schlotterbeck naast, terwijl Rasmus Højlund stuitte op Neuer. Binnen drie minuten na de rust scoorde Joachim Andersen voor Denemarken, maar na raadplegen van de videoscheidsrechter werd zijn doelpunt afgekeurd wegens buitenspel. Twee minuten later, nadat Andrich naast had geschoten, kende Oliver na het bekijken van videobeelden een strafschop toe aan Denemarken na een handsbal van Andersen. Havertz schoot vanaf elf meter raak. Hij schoot later voorlangs voordat Musiala de score verdubbelde. Duitsland plaatste zich met een 2–0 zege voor de kwartfinales.
Duitsland speelt op 5 juli de kwartfinale in Stuttgart tegen Spanje, dat in de achtste finales won van Georgië en waartegen Duitsland eerder de EK-finale van 2008 verloor. In de eerste helft schoot Lamine Yamal naast uit een vrije trap, redde Unai Simón op twee doelpogingen van Havertz, keerde Neuer een schot van Nico Williams in de korte hoek en stuitte invaller Dani Olmo met een afstandsschot op Neuer. In de eerste minuten van de tweede helft schoot Álvaro Morata over het doel, maar schoot Olmo raak op aangeven van Yamal. Op jacht naar een Duitse gelijkmaker zag Andrich zijn schot gered worden door Simón, raakte Füllkrug de paal en schoot Havertz over. In de 89ste minuut dwong invaller Wirtz een verlenging af door via de paal raak te schieten, nadat Kimmich een voorzet van Mittelstädt met zijn hoofd had afgelegd. In de verlenging schoten Mikel Oyarzabal en Wirtz naast en gaf scheidsrechter Anthony Taylor geen strafschop nadat Duitsers appelleerden voor een handsbal van Marc Cucurella. In de 119de minuut kopte invaller Mikel Merino Spanje naar de halve finales uit een voorzet van Olmo. In het restant van de wedstrijd kopte Füllkrug naast en werd Carvajal van het veld gestuurd met zijn tweede gele kaart. Zo werd Duitsland uitgeschakeld.

### Selectie, staf en statistieken
Tussen 12 en 16 mei werd een 27-koppige voorlopige selectie bekendgemaakt. Op 8 juni 2024 werd een 26-koppige definitieve selectie bekendgemaakt, waarbij ten opzichte van de voorlopige selectie Alexander Nübel was afgevallen. Vanwege een amandelontsteking werd Aleksandar Pavlović op 12 juni 2024 vervangen door Emre Can.
| Nr. | Naam                   | Geboortedatum     | GW |   |   |   |   |   |   | Club                   | Positie(s) |
| --- | ---------------------- | ----------------- | -- | - | - | - | - | - | - | ---------------------- | ---------- |
| 1   | Manuel Neuer           | 27 maart 1986     | 5  | 0 | 0 | 0 | 0 | 0 | 0 | Bayern München         | DM         |
| 2   | Antonio Rüdiger        | 3 maart 1993      | 5  | 0 | 2 | 0 | 0 | 0 | 0 | Real Madrid            | CV         |
| 3   | David Raum             | 22 april 1998     | 3  | 0 | 1 | 0 | 0 | 1 | 2 | RB Leipzig             | LA, LM     |
| 4   | Jonathan Tah           | 11 februari 1996  | 4  | 0 | 2 | 0 | 0 | 0 | 2 | Bayer Leverkusen       | CV         |
| 5   | Pascal Groß            | 15 juni 1991      | 1  | 0 | 0 | 0 | 0 | 1 | 0 | Brighton & Hove Albion | CM         |
| 6   | Joshua Kimmich         | 8 februari 1995   | 5  | 0 | 0 | 0 | 0 | 0 | 0 | Bayern München         | RA, VM     |
| 7   | Kai Havertz            | 11 juni 1999      | 5  | 2 | 0 | 0 | 0 | 0 | 3 | Arsenal FC             | AM, SP     |
| 8   | Toni Kroos             | 4 januari 1990    | 5  | 0 | 1 | 0 | 0 | 0 | 1 | Real Madrid            | CM, VM     |
| 9   | Niclas Füllkrug        | 9 februari 1993   | 5  | 2 | 0 | 0 | 0 | 5 | 0 | Borussia Dortmund      | SP         |
| 10  | Jamal Musiala          | 26 februari 2003  | 5  | 3 | 0 | 0 | 0 | 0 | 4 | Bayern München         | AM         |
| 11  | Chris Führich          | 9 januari 1998    | 1  | 0 | 0 | 0 | 0 | 1 | 0 | VfB Stuttgart          | CM, LB     |
| 12  | Oliver Baumann         | 2 juni 1990       | 0  | 0 | 0 | 0 | 0 | 0 | 0 | TSG Hoffenheim         | DM         |
| 13  | Thomas Müller          | 13 september 1989 | 2  | 0 | 0 | 0 | 0 | 2 | 0 | Bayern München         | SP, AM     |
| 14  | Maximilian Beier       | 17 oktober 2002   | 1  | 0 | 0 | 0 | 0 | 1 | 0 | TSG Hoffenheim         | SP         |
| 15  | Nico Schlotterbeck     | 1 december 1999   | 2  | 0 | 1 | 0 | 0 | 1 | 0 | Borussia Dortmund      | CV         |
| 16  | Waldemar Anton         | 20 juli 1996      | 2  | 0 | 0 | 0 | 0 | 2 | 0 | VfB Stuttgart          | CV, RA     |
| 17  | Florian Wirtz          | 3 mei 2003        | 5  | 2 | 1 | 0 | 0 | 2 | 3 | Bayer Leverkusen       | AM, LB     |
| 18  | Maximilian Mittelstädt | 18 maart 1997     | 4  | 0 | 2 | 0 | 0 | 1 | 1 | VfB Stuttgart          | LA         |
| 19  | Leroy Sané             | 11 januari 1996   | 5  | 0 | 0 | 0 | 0 | 3 | 2 | Bayern München         | RB, LB     |
| 20  | Benjamin Henrichs      | 23 februari 1997  | 1  | 0 | 0 | 0 | 0 | 1 | 0 | RB Leipzig             | RA         |
| 21  | İlkay Gündoğan         | 24 oktober 1990   | 5  | 1 | 0 | 0 | 0 | 0 | 3 | FC Barcelona           | CM, AM     |
| 22  | Marc-André ter Stegen  | 30 april 1992     | 0  | 0 | 0 | 0 | 0 | 0 | 0 | FC Barcelona           | DM         |
| 23  | Robert Andrich         | 22 september 1994 | 5  | 0 | 2 | 0 | 0 | 1 | 4 | Bayer Leverkusen       | CM         |
| 24  | Robin Koch             | 17 juli 1996      | 0  | 0 | 0 | 0 | 0 | 0 | 0 | Eintracht Frankfurt    | CV, VM     |
| 25  | Emre Can               | 12 januari 1994   | 4  | 1 | 0 | 0 | 0 | 3 | 1 | Borussia Dortmund      | VM         |
| 26  | Deniz Undav            | 19 juli 1996      | 1  | 0 | 1 | 0 | 0 | 1 | 0 | VfB Stuttgart          | SP         |

| Naam               | Functie              |
| ------------------ | -------------------- |
| Julian Nagelsmann  | Bondscoach           |
| Mads Buttgereit    | Assistent-bondscoach |
| Benjamin Glück     | Assistent-bondscoach |
| Sandro Wagner      | Assistent-bondscoach |
| Michael Fuchs      | Keeperstrainer       |
| Andreas Kronenberg | Keeperstrainer       |

### Stand groep A
| Pos | Team          | Wed | W | G | V | Ptn | DV | DT | +/− | Kwalificatie          |
| --- | ------------- | --- | - | - | - | --- | -- | -- | --- | --------------------- |
| 1   | Duitsland (G) | 3   | 2 | 1 | 0 | 7   | 8  | 2  | +6  | Naar de knock-outfase |
| 2   | Zwitserland   | 3   | 1 | 2 | 0 | 5   | 5  | 3  | +2  | Naar de knock-outfase |
| 3   | Hongarije     | 3   | 1 | 0 | 2 | 3   | 2  | 5  | −3  |                       |
| 4   | Schotland     | 3   | 0 | 1 | 2 | 1   | 2  | 7  | −5  |                       |

### Wedstrijden

#### Groepsfase
|                                               |                                                                   |         |                    |                                                                            |
| 14 juni 2024 «onderlinge duels» 21:00 (UTC+2) | Duitsland                                                         | 5 – 1   | Schotland          | Allianz Arena, München Toeschouwers: 65.052 Scheidsrechter: Clément Turpin |
| 14 juni 2024 «onderlinge duels» 21:00 (UTC+2) | Wirtz 10' Musiala 19' Havertz 45+1' (pen.) Füllkrug 68' Can 90+3' | Verslag | 87' (e.d.) Rüdiger | Allianz Arena, München Toeschouwers: 65.052 Scheidsrechter: Clément Turpin |

| Duitsland | Schotland |

| DM                | 01 | Manuel Neuer           |         |
| RA                | 06 | Joshua Kimmich         |         |
| CV                | 02 | Antonio Rüdiger        |         |
| CV                | 04 | Jonathan Tah           | 62'     |
| LA                | 18 | Maximilian Mittelstädt |         |
| CM                | 23 | Robert Andrich         | 31' 46' |
| CM                | 08 | Toni Kroos             | 80'     |
| AM                | 21 | İlkay Gündoğan         |         |
| RB                | 10 | Jamal Musiala          | 74'     |
| SP                | 07 | Kai Havertz            | 63'     |
| LB                | 17 | Florian Wirtz          | 63'     |
| Wisselspelers:    |    |                        |         |
| DM                | 12 | Oliver Baumann         |         |
| DM                | 22 | Marc-André ter Stegen  |         |
| VD                | 03 | David Raum             |         |
| VD                | 15 | Nico Schlotterbeck     |         |
| VD                | 16 | Waldemar Anton         |         |
| VD                | 20 | Benjamin Henrichs      |         |
| VD                | 24 | Robin Koch             |         |
| MV                | 05 | Pascal Groß            | 46'     |
| MV                | 13 | Thomas Müller          | 74'     |
| MV                | 25 | Emre Can               | 80'     |
| AV                | 09 | Niclas Füllkrug        | 63'     |
| AV                | 11 | Chris Führich          |         |
| AV                | 14 | Maximilian Beier       |         |
| AV                | 19 | Leroy Sané             | 63'     |
| AV                | 26 | Deniz Undav            |         |
| Coach:            |    |                        |         |
| Julian Nagelsmann |    |                        |         |

| DM             | 01 | Angus Gunn         |     |
| CV             | 13 | Jack Hendry        |     |
| CV             | 15 | Ryan Porteous      | 44' |
| CV             | 06 | Kieran Tierney     | 77' |
| RM             | 02 | Anthony Ralston    | 48' |
| CM             | 04 | Scott McTominay    |     |
| CM             | 08 | Callum McGregor    | 67' |
| LM             | 03 | Andrew Robertson   |     |
| RB             | 07 | John McGinn        | 67' |
| SP             | 10 | Ché Adams          | 46' |
| LB             | 11 | Ryan Christie      | 82' |
| Wisselspelers: |    |                    |     |
| DM             | 12 | Liam Kelly         |     |
| DM             | 21 | Zander Clark       |     |
| VD             | 05 | Grant Hanley       | 46' |
| VD             | 16 | Liam Cooper        |     |
| VD             | 22 | Ross McCrorie      |     |
| VD             | 24 | Greg Taylor        |     |
| VD             | 26 | Scott McKenna      | 77' |
| MV             | 14 | Billy Gilmour      | 67' |
| MV             | 17 | Stuart Armstrong   |     |
| MV             | 18 | Lewis Morgan       |     |
| MV             | 20 | Ryan Jack          |     |
| MV             | 23 | Kenny McLean       | 67' |
| AV             | 09 | Lawrence Shankland | 82' |
| AV             | 19 | Tommy Conway       |     |
| AV             | 25 | James Forrest      |     |
| Coach:         |    |                    |     |
| Steve Clarke   |    |                    |     |

|                                               |                          |         |           |                                                                         |
| 19 juni 2024 «onderlinge duels» 18:00 (UTC+2) | Duitsland                | 2 – 0   | Hongarije | MHPArena, Stuttgart Toeschouwers: 54.000 Scheidsrechter: Danny Makkelie |
| 19 juni 2024 «onderlinge duels» 18:00 (UTC+2) | Musiala 22' Gündoğan 67' | Verslag |           | MHPArena, Stuttgart Toeschouwers: 54.000 Scheidsrechter: Danny Makkelie |

| Duitsland | Hongarije |

| DM                | 01 | Manuel Neuer           |     |
| RA                | 06 | Joshua Kimmich ( 84')  |     |
| CV                | 02 | Antonio Rüdiger        | 27' |
| CV                | 04 | Jonathan Tah           |     |
| LA                | 18 | Maximilian Mittelstädt | 89' |
| CM                | 23 | Robert Andrich         | 72' |
| CM                | 08 | Toni Kroos             |     |
| AM                | 21 | İlkay Gündoğan         | 84' |
| RB                | 10 | Jamal Musiala          | 72' |
| SP                | 07 | Kai Havertz            | 58' |
| LB                | 17 | Florian Wirtz          | 58' |
| Wisselspelers:    |    |                        |     |
| DM                | 12 | Oliver Baumann         |     |
| DM                | 22 | Marc-André ter Stegen  |     |
| VD                | 03 | David Raum             |     |
| VD                | 15 | Nico Schlotterbeck     |     |
| VD                | 16 | Waldemar Anton         |     |
| VD                | 20 | Benjamin Henrichs      |     |
| VD                | 24 | Robin Koch             |     |
| MV                | 05 | Pascal Groß            |     |
| MV                | 13 | Thomas Müller          |     |
| MV                | 25 | Emre Can               | 72' |
| AV                | 09 | Niclas Füllkrug        | 58' |
| AV                | 11 | Chris Führich          | 72' |
| AV                | 14 | Maximilian Beier       |     |
| AV                | 19 | Leroy Sané             | 58' |
| AV                | 26 | Deniz Undav            | 84' |
| Coach:            |    |                        |     |
| Julian Nagelsmann |    |                        |     |

| DM             | 01 | Péter Gulácsi       |         |
| CV             | 05 | Attila Fiola        |         |
| CV             | 06 | Willi Orban         |         |
| CV             | 24 | Márton Dárdai       |         |
| RM             | 14 | Bendegúz Bolla      | 75'     |
| CM             | 08 | Ádám Nagy           | 64'     |
| CM             | 13 | András Schäfer      |         |
| LM             | 11 | Milos Kerkez        | 75'     |
| RB             | 20 | Roland Sallai       | 87'     |
| SP             | 19 | Barnabás Varga      | 22' 87' |
| LB             | 10 | Dominik Szoboszlai  | 90+3'   |
| Wisselspelers: |    |                     |         |
| DM             | 12 | Dénes Dibusz        |         |
| DM             | 22 | Péter Szappanos     |         |
| VD             | 02 | Ádám Lang           |         |
| VD             | 03 | Botond Balogh       |         |
| CV             | 04 | Attila Szalai       |         |
| VD             | 07 | Loïc Nego           |         |
| VD             | 21 | Endre Botka         |         |
| MV             | 15 | László Kleinheisler | 64'     |
| MV             | 16 | Dániel Gazdag       | 87'     |
| MV             | 17 | Callum Styles       |         |
| MV             | 18 | Zsolt Nagy          | 75'     |
| MV             | 25 | Krisztofer Horváth  |         |
| MV             | 26 | Mihály Kata         |         |
| AV             | 09 | Martin Ádám         | 75'     |
| AV             | 23 | Kevin Csoboth       | 87'     |
| Coach:         |    |                     |         |
| Marco Rossi    |    |                     |         |

|                                               |             |         |                |                                                                                           |
| 25 juni 2024 «onderlinge duels» 21:00 (UTC+2) | Zwitserland | 1 – 1   | Duitsland      | Deutsche Bank Park, Frankfurt am Main Toeschouwers: 46.685 Scheidsrechter: Daniele Orsato |
| 25 juni 2024 «onderlinge duels» 21:00 (UTC+2) | Ndoye 28'   | Verslag | 90+2' Füllkrug | Deutsche Bank Park, Frankfurt am Main Toeschouwers: 46.685 Scheidsrechter: Daniele Orsato |

| Zwitserland | Duitsland |

| DM             | 01 | Yann Sommer       |         |
| CV             | 22 | Fabian Schär      |         |
| CV             | 05 | Manuel Akanji     |         |
| CV             | 13 | Ricardo Rodríguez |         |
| RM             | 03 | Silvan Widmer     | 81'     |
| CM             | 08 | Remo Freuler      |         |
| CM             | 10 | Granit Xhaka      | 67'     |
| LM             | 20 | Michel Aebischer  |         |
| RB             | 19 | Dan Ndoye         | 25' 65' |
| SP             | 07 | Breel Embolo      | 65'     |
| LB             | 26 | Fabian Rieder     | 65'     |
| Wisselspelers: |    |                   |         |
| DM             | 12 | Yvon Mvogo        |         |
| DM             | 21 | Gregor Kobel      |         |
| VD             | 02 | Leonidas Stergiou |         |
| VD             | 04 | Nico Elvedi       |         |
| VD             | 15 | Cédric Zesiger    |         |
| MV             | 06 | Denis Zakaria     |         |
| MV             | 16 | Vincent Sierro    |         |
| MV             | 24 | Ardon Jashari     |         |
| AV             | 09 | Noah Okafor       |         |
| AV             | 11 | Renato Steffen    |         |
| AV             | 14 | Steven Zuber      |         |
| AV             | 17 | Ruben Vargas      | 65'     |
| AV             | 18 | Kwadwo Duah       | 65'     |
| AV             | 23 | Xherdan Shaqiri   |         |
| AV             | 25 | Zeki Amdouni      | 65'     |
| Coach:         |    |                   |         |
| Murat Yakin    |    |                   |         |

| DM                | 01 | Manuel Neuer           |         |
| RA                | 06 | Joshua Kimmich         |         |
| CV                | 02 | Antonio Rüdiger        |         |
| CV                | 04 | Jonathan Tah           | 38' 61' |
| LA                | 18 | Maximilian Mittelstädt | 61'     |
| CM                | 23 | Robert Andrich         | 65'     |
| CM                | 08 | Toni Kroos             |         |
| AM                | 21 | İlkay Gündoğan         |         |
| RB                | 10 | Jamal Musiala          | 76'     |
| SP                | 07 | Kai Havertz            | 76'     |
| LB                | 17 | Florian Wirtz          |         |
| Wisselspelers:    |    |                        |         |
| DM                | 12 | Oliver Baumann         |         |
| DM                | 22 | Marc-André ter Stegen  |         |
| VD                | 03 | David Raum             | 61'     |
| VD                | 15 | Nico Schlotterbeck     | 61'     |
| VD                | 16 | Waldemar Anton         |         |
| VD                | 20 | Benjamin Henrichs      |         |
| VD                | 24 | Robin Koch             |         |
| MV                | 05 | Pascal Groß            |         |
| MV                | 13 | Thomas Müller          |         |
| MV                | 25 | Emre Can               |         |
| AV                | 09 | Niclas Füllkrug        | 76'     |
| AV                | 11 | Chris Führich          |         |
| AV                | 14 | Maximilian Beier       | 65'     |
| AV                | 19 | Leroy Sané             | 76'     |
| AV                | 26 | Deniz Undav            |         |
| Coach:            |    |                        |         |
| Julian Nagelsmann |    |                        |         |

#### Achtste finale
|                                               |                                |         |            |                                                                                 |
| 29 juni 2024 «onderlinge duels» 21:00 (UTC+2) | Duitsland                      | 2 – 0   | Denemarken | Signal Iduna Park, Dortmund Toeschouwers: 61.612 Scheidsrechter: Michael Oliver |
| 29 juni 2024 «onderlinge duels» 21:00 (UTC+2) | Havertz 53' (pen.) Musiala 68' | Verslag |            | Signal Iduna Park, Dortmund Toeschouwers: 61.612 Scheidsrechter: Michael Oliver |

| Duitsland | Denemarken |

| DM                | 01 | Manuel Neuer           |     |
| RA                | 06 | Joshua Kimmich ( 64')  |     |
| CV                | 02 | Antonio Rüdiger        |     |
| CV                | 15 | Nico Schlotterbeck     |     |
| LA                | 03 | David Raum             | 81' |
| CM                | 23 | Robert Andrich         | 64' |
| CM                | 08 | Toni Kroos             |     |
| AM                | 21 | İlkay Gündoğan         | 64' |
| RB                | 19 | Leroy Sané             | 88' |
| SP                | 07 | Kai Havertz            |     |
| LB                | 10 | Jamal Musiala          | 81' |
| Wisselspelers:    |    |                        |     |
| DM                | 12 | Oliver Baumann         |     |
| DM                | 22 | Marc-André ter Stegen  |     |
| VD                | 16 | Waldemar Anton         | 88' |
| VD                | 18 | Maximilian Mittelstädt |     |
| VD                | 20 | Benjamin Henrichs      | 81' |
| VD                | 24 | Robin Koch             |     |
| MV                | 05 | Pascal Groß            |     |
| MV                | 13 | Thomas Müller          |     |
| MV                | 25 | Emre Can               | 64' |
| AV                | 09 | Niclas Füllkrug        | 64' |
| AV                | 11 | Chris Führich          |     |
| AV                | 14 | Maximilian Beier       |     |
| AV                | 17 | Florian Wirtz          | 81' |
| AV                | 26 | Deniz Undav            |     |
| Coach:            |    |                        |     |
| Julian Nagelsmann |    |                        |     |

| DM              | 01 | Kasper Schmeichel     |     |
| CV              | 02 | Joachim Andersen      | 57' |
| CV              | 03 | Jannik Vestergaard    |     |
| CV              | 06 | Andreas Christensen   | 81' |
| RM              | 18 | Alexander Bah         | 81' |
| MV              | 08 | Thomas Delaney        | 69' |
| CM              | 23 | Pierre-Emile Højbjerg |     |
| LM              | 05 | Joakim Mæhle          | 60' |
| RB              | 11 | Andreas Skov Olsen    | 69' |
| SP              | 09 | Rasmus Højlund        | 81' |
| LB              | 10 | Christian Eriksen     |     |
| Wisselspelers:  |    |                       |     |
| DM              | 16 | Mads Hermansen        |     |
| DM              | 22 | Frederik Rønnow       |     |
| VD              | 04 | Simon Kjær            |     |
| VD              | 13 | Mathias Jørgensen     |     |
| VD              | 17 | Victor Kristiansen    | 81' |
| VD              | 25 | Rasmus Kristensen     |     |
| MV              | 07 | Mathias Jensen        |     |
| MV              | 15 | Christian Nørgaard    | 69' |
| AV              | 12 | Kasper Dolberg        |     |
| AV              | 14 | Mikkel Damsgaard      |     |
| AV              | 19 | Jonas Wind            | 81' |
| AV              | 20 | Yussuf Poulsen        | 69' |
| AV              | 24 | Anders Dreyer         |     |
| AV              | 26 | Jacob Bruun Larsen    | 81' |
| Coach:          |    |                       |     |
| Kasper Hjulmand |    |                       |     |

#### Kwartfinale
|                                              |                      |            |           |                                                                         |
| 5 juli 2024 «onderlinge duels» 18:00 (UTC+2) | Spanje               | 2 – 1 n.v. | Duitsland | MHPArena, Stuttgart Toeschouwers: 54.000 Scheidsrechter: Anthony Taylor |
| 5 juli 2024 «onderlinge duels» 18:00 (UTC+2) | Olmo 51' Merino 119' | Verslag    | 89' Wirtz | MHPArena, Stuttgart Toeschouwers: 54.000 Scheidsrechter: Anthony Taylor |

| Spanje | Duitsland |

| DM                | 23 | Unai Simón         | 82'          |
| RA                | 02 | Dani Carvajal      | 100', 120+4' |
| CV                | 03 | Robin Le Normand   | 30' 46'      |
| CV                | 14 | Aymeric Laporte    |              |
| LA                | 24 | Marc Cucurella     |              |
| CM                | 16 | Rodri              | 110'         |
| CM                | 08 | Fabián Ruiz        | 102' 120'    |
| AM                | 20 | Pedri              | 8'           |
| RB                | 19 | Lamine Yamal       | 63'          |
| SP                | 07 | Álvaro Morata      | 80'          |
| LB                | 17 | Nico Williams      | 80'          |
| Wisselspelers:    |    |                    |              |
| DM                | 01 | David Raya         |              |
| DM                | 13 | Álex Remiro        |              |
| VD                | 04 | Nacho              | 46'          |
| VD                | 05 | Daniel Vivian      |              |
| VD                | 12 | Alejandro Grimaldo |              |
| VD                | 22 | Jesús Navas        |              |
| MV                | 06 | Mikel Merino       | 80'          |
| MV                | 10 | Dani Olmo          | 8'           |
| MV                | 18 | Martín Zubimendi   |              |
| MV                | 25 | Fermín López       |              |
| AV                | 09 | Joselu             | 102'         |
| AV                | 11 | Ferran Torres      | 63' 74'      |
| AV                | 15 | Álex Baena         |              |
| AV                | 21 | Mikel Oyarzabal    | 80'          |
| AV                | 26 | Ayoze Pérez        |              |
| Coach:            |    |                    |              |
| Luis de la Fuente |    |                    |              |

| DM                | 01 | Manuel Neuer           |         |
| RA                | 06 | Joshua Kimmich         |         |
| CV                | 02 | Antonio Rüdiger        | 13'     |
| CV                | 04 | Jonathan Tah           | 80'     |
| LA                | 03 | David Raum             | 28' 57' |
| CM                | 25 | Emre Can               | 46'     |
| CM                | 08 | Toni Kroos             | 67'     |
| AM                | 21 | İlkay Gündoğan         | 57'     |
| RB                | 10 | Jamal Musiala          |         |
| SP                | 07 | Kai Havertz            | 91'     |
| LB                | 19 | Leroy Sané             | 46'     |
| Wisselspelers:    |    |                        |         |
| DM                | 12 | Oliver Baumann         |         |
| DM                | 22 | Marc-André ter Stegen  |         |
| VD                | 15 | Nico Schlotterbeck     | 89'     |
| VD                | 16 | Waldemar Anton         | 91'     |
| VD                | 18 | Maximilian Mittelstädt | 57' 74' |
| VD                | 20 | Benjamin Henrichs      |         |
| VD                | 24 | Robin Koch             |         |
| MV                | 05 | Pascal Groß            |         |
| MV                | 13 | Thomas Müller          | 80'     |
| MV                | 23 | Robert Andrich         | 46' 56' |
| AV                | 09 | Niclas Füllkrug        | 57'     |
| AV                | 11 | Chris Führich          |         |
| AV                | 14 | Maximilian Beier       |         |
| AV                | 17 | Florian Wirtz          | 46' 94' |
| AV                | 26 | Deniz Undav            | 113'    |
| Coach:            |    |                        |         |
| Julian Nagelsmann |    |                        |         |

DFB · A-internationals · Bondscoaches · Duits vrouwenelftal · Olympisch elftal · Duitsland U21 · Duitsland U20 · Duitsland U19 · Duitsland U18 · Duitsland U17 · Duitsland U16 · Vrouwen U17
1905 – 1919 · 
1920 – 1929 · 
1930 – 1939 · 
1940 – 1949 · 
1950 – 1959 · 
1960 – 1969 · 
1970 – 1979 · 
1980 – 1989 · 
1990 – 1999 · 
2000 – 2009 · 
2010 – 2019 · 
2020 – 2029
EK's: 1972 · 
1976 · 
1980 · 
1984 · 
1988 · 
1992 · 
1996 · 
2000 · 
2004 · 
2008 · 
2012 · 
2016 · 
2020 · 
2024
CC: 1999 · 
2005 · 
2017
WK's: 1934 ·
1938 · 
1954 · 
1958 · 
1962 · 
1966 · 
1970 · 
1974 · 
1978 · 
1982 · 
1986 · 
1990 · 
1994 · 
1998 · 
2002 · 
2006 · 
2010 · 
2014 · 
2018 · 
2022
OS: 1912 ·
1928 ·
1936 ·
2016 ·
2020
Albanië ·
Algerije ·
Argentinië ·
Armenië ·
Australië ·
Azerbeidzjan ·
België ·
Bohemen en Moravië ·
Bolivia ·
Bosnië en Herzegovina ·
Brazilië ·
Bulgarije ·
Canada ·
Chili ·
China ·
Colombia ·
Costa Rica ·
Cyprus ·
DDR ·
Denemarken ·
Ecuador ·
Egypte ·
Engeland ·
Estland ·
Faeröer ·
Finland ·
Frankrijk ·
Georgië ·
Ghana ·
Gibraltar ·
GOS ·
Griekenland ·
Hongarije ·
Ierland ·
IJsland ·
Iran ·
Israël ·
Italië ·
Ivoorkust ·
Japan ·
Joegoslavië ·
Kameroen ·
Kazachstan ·
Koeweit ·
Kroatië ·
Letland ·
Liechtenstein ·
Litouwen ·
Luxemburg ·
Malta ·
Marokko ·
Mexico ·
Moldavië ·
Nederland ·
Nieuw-Zeeland ·
Nigeria ·
Noord-Ierland ·
Noord-Macedonië ·
Noorwegen ·
Oekraïne ·
Oman ·
Oostenrijk ·
Paraguay ·
Peru ·
Polen ·
Portugal ·
Roemenië ·
Rusland ·
Saarland ·
San Marino ·
Saoedi-Arabië ·
Schotland ·
Servië ·
Servië en Montenegro · 
Slovenië ·
Slowakije ·
Sovjet-Unie ·
Spanje ·
Thailand ·
Tsjechië ·
Tsjecho-Slowakije ·
Tunesië ·
Turkije ·
Uruguay ·
Verenigde Arabische Emiraten ·
Verenigde Staten ·
Wales ·
Wit-Rusland ·
Zuid-Afrika ·
Zuid-Korea ·
Zweden ·
Zwitserland
Algerije (1982) · 
Algerije (2014) · 
Argentinië (1986) ·
Argentinië (1990) ·
Argentinië (2006) ·
Argentinië (2014) · 
Australië (2010) ·
België (1980) · 
Brazilië (2002) ·
Brazilië (2014) · 
Chili (1982) ·
Costa Rica (2006) ·
Denemarken (1992) ·
Denemarken (2012) · 
Ecuador (2006) ·
Engeland (1966) ·
Engeland (1982) ·
Engeland (2010) ·
Engeland (2021) ·
Frankrijk (2014) · 
Frankrijk (2021) · 
Ghana (2014) ·
Griekenland (2012) · 
Hongarije (1954, 2) ·
Hongarije (2021) ·
Italië (1982) ·
Italië (2006) ·
Italië (2012) · 
Japan (2022) · 
Kroatië (2008) ·
Mexico (2018) ·
Nederland (1974) ·
Nederland (2012) ·
Oekraïne (2016) ·
Oostenrijk (1982) ·
Oostenrijk (2008) ·
Polen (2006) ·
Polen (2008) ·
Polen (2016) ·
Portugal (2006) ·
Portugal (2008) ·
Portugal (2012) ·
Portugal (2014) ·
Portugal (2021) ·
Servië (2010) ·
Sovjet-Unie (1972) · 
Spanje (1982) ·
Spanje (2008) ·
Spanje (2022) ·
Tsjechië (1996, 2) · 
Tsjecho-Slowakije (1976) ·
Turkije (2008) ·
Verenigde Staten (2014) ·
Zuid-Korea (2018) ·
Zweden (2006)
1 Neuer ·
2 Rüdiger ·
3 Raum ·
4 Tah ·
5 Groß ·
6 Kimmich ·
7 Havertz ·
8 Kroos ·
9 Füllkrug ·
10 Musiala ·
11 Führich ·
12 Baumann ·
13 Müller ·
14 Beier ·
15 Schlotterbeck ·
16 Anton ·
17 Wirtz ·
18 Mittelstädt ·
19 Sané ·
20 Henrichs ·
21 Gündoğan  ·
22 Ter Stegen ·
23 Andrich ·
24 Koch ·
25 Can ·
26 Undav ·
Coach: Nagelsmann